# Noncello
Le Noncello est un cours d'eau italien d'une longueur de 15 km qui coule dans la région du Frioul-Vénétie Julienne. Il est un affluent du Meduna (it).

## Source de la traduction
- (it) Cet article est partiellement ou en totalité issu de l’article de Wikipédia en italien intitulé « Noncello » (voir la liste des auteurs).